# Callicebus stephennashi
Il callicebo di Stephen Nash o callicebo di Nash (Callicebus stephennashi van Roosmalen et al.) è un primate platirrino della famiglia dei Pitecidi.
La specie è endemica di una zona ad est del Rio Purus, in Brasile centro-orientale.
Questi animali vennero visti per la prima volta da un occidentale solo nel 2001, quando il ricercatore Marc van Roosmalen venne in possesso di un esemplare portatogli da alcuni pescatori indios: convinto di avere a che fare con una nuova specie di primate, egli iniziò nuove ricerche, che portarono alla descrizione scientifica dell'animale nell'anno successivo.

Il nome scientifico dell'animale venne scelto in onore di Stephen Nash, un disegnatore dell'organizzazione che finanziò la ricerca di van Roosmalen, la Conservation International.
Misura circa mezzo metro di lunghezza, di cui più della metà spetta alla lunga coda semiprensile.

Il pelo è grigio argenteo sul dorso e sulla testa, mentre la fronte e nera ed il petto e la parte interna delle zampe sono rosso-arancio brillante: la specie presenta una caratteristica barba rossa alla Abraham Lincoln attorno alla faccia. La coda è invece bianca, fatta eccezione per la radice, che è dello stesso colore del dorso.

## Status e conservazione
La perdita e la frammentazione dell'habitat è stata prodotta dall'allevamento, dall'estensione delle piantagioni di olio di palma e dall'esplorazione e sfruttamento del petrolio.